# Challenger de Sídney 2022
El torneo NSW Open 2022 fue un torneo de tenis perteneció al ATP Challenger Tour 2022 en la categoría Challenger 80. Se trató de la 2ª edición; el torneo tuvo lugar en la ciudad de Sídney (Australia), desde el 31 de octubre hasta el 6 de noviembre de 2022 sobre pista dura al aire libre.

## Jugadores participantes del cuadro de individuales
| Favorito | País                 | Jugador          | Rank1 | Posición en el torneo |
| -------- | -------------------- | ---------------- | ----- | --------------------- |
| 1        | Bandera de Australia | Jordan Thompson  | 85    | Baja                  |
| 2        | Bandera de Australia | James Duckworth  | 114   | Primera ronda         |
| 3        | Bandera de Australia | Aleksandar Vukic | 145   | Segunda ronda         |
| 4        | Bandera de Australia | Li Tu            | 190   | Primera ronda         |
| 5        | Bandera de Australia | Rinky Hijikata   | 192   | Primera ronda         |
| 6        | Bandera de Australia | Dane Sweeny      | 240   | Primera ronda         |
| 7        | Bandera de Japón     | Rio Noguchi      | 246   | Segunda ronda         |
| 8        | Bandera de Australia | Max Purcell      | 266   | Semifinales           |

- 1 Se ha tomado en cuenta el ranking del 24 de octubre de 2022.

### Otros participantes
Los siguientes jugadores recibieron una invitación (wild card), por lo tanto ingresan directamente al cuadro principal (WC):
- Jeremy Beale
- Alex Bolt
- Blake Ellis

Los siguientes jugadores ingresan al cuadro principal tras disputar el cuadro clasificatorio (Q):
- Mitchell Harper
- Yuichiro Inui
- Jeremy Jin
- Luke Saville
- Yusuke Takahashi
- Mark Whitehouse

## Campeones

### Individual Masculino
- Hsu Yu-hsiou derrotó en la final a  Marc Polmans, 6–4, 7–6(5)

### Dobles Masculino
- Blake Ellis /  Tristan Schoolkate derrotaron en la final a  Ajeet Rai /  Yuta Shimizu, 4–6, 7–5, [11–9]